# Юрій Веселовський (письменник)
Юрій Веселовський (6 [ 18 ]  липня   1872, Москва — 11 квітня 1919, там же) — російський поет, Перекладач зі шведської мови прози і драматургії на російську мову і критик, син історика літератури Олексія Веселовського. У критичних та історико-літературних роботах застосовував культурно-історичний метод.

## Біографія
Юрій Веселовський навчався в Лазаревському інституті східних мов в місті Москві, де пройшов гімназійний курс; закінчив історико-філологічний факультет Московського університету. У період навчання в університеті в квітні 1894 року був членом засновником «Гуртка любителів західноєвропейської літератури» разом з Фриче В. М., Курсинським А. А., Шулятіковим В. М., Бальмонтом К. Д., Коганом П. С., Самигіним М. В. (Марком Криницьким). Викладав в жіночих гімназіях Москви. Був членом Спілки російських письменників, секретарем Товариства любителів російської словесності та ін.
Співпрацював з «Віснику Європи», «Російській думці», «Науковому слові», «Віснику виховання», «Русских ведомостях» та багатьох інших; багато перекладав, головним чином з французької мови. Писав статті для Енциклопедичного словника Брокгауза і Ефрона .
Переклав з шведської історичні драми А. Стріндберга і роман Гейєрстама «Влада жінки». Він є також автором педагогічної книги «Трагедія дитячої душі» (1908), та критико-біографічних нарисів про Я. Княжніна і М. Новікова (1918).
Веселовський став одним з перших популяризаторів вірменської літератури в Росії. Зокрема, він автор першої російської монографії про вірменського поета Смбата Шах-Азіза (1902). 1906 року вийшли його «Нариси вірменської літератури і життя». Веселовський видавав і редагував перекладні збірники «Вірменські беллетристи» (проза) і «Вірменська муза» (поезія), що вийшли відповідно 1893 і 1907 рр.

## Твори
- Віршовані переклади - Гейне. Вірменські поети. Ібсен. - 1898
- Нариси вірменської літератури і життя. - Армавір. 1906.
- Вірменська муза. 1907.
- Трагедія дитячої душі. - М. 1908
- Літературні нариси. тт. I-II. - М. 1910
- Етюди з російської та іноземної літератури. тт. I-II. вид. «Звезда».